# 1981年內蒙古學生運動

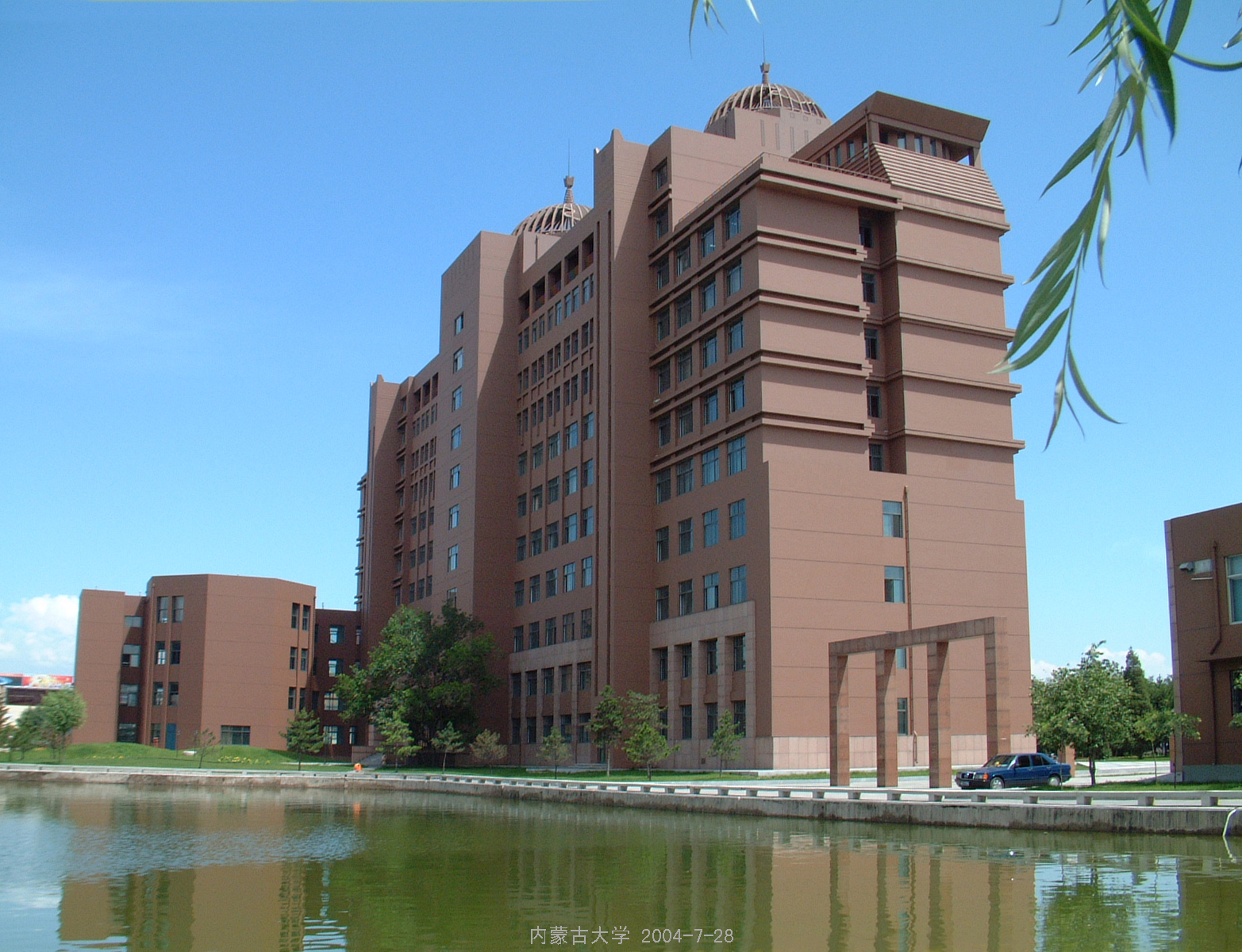
參加運動的主要是內蒙古大學學生，攝於2004年

1981年內蒙古學生運動，指1981年8月22日－11月15日由內蒙古大學學生與牧民發起的學潮，主題在內蒙民族政策、內蒙古草原的草原退化。學潮旨在反對内蒙古自治区党委第一書記周惠所提倡的數項政策，包括「内蒙古要在十年后牲畜达到一亿头」、「外省区人口流入内蒙古不要堵，要妥善安置」（亦即容任所謂「盲流」，指1950年代以來全國農民工流動潮，促成內蒙古牧區人口過多）、「在少数民族多的地方以少数民族干部为主，在汉族多的地方以汉族干部为主」。以上政策由周惠在1981年7月16日中共中央书记处會議裡提出，會議後中共中央8月3日下達。

## 歷史背景

### 1980-81年西藏新疆政策對內蒙古的反應

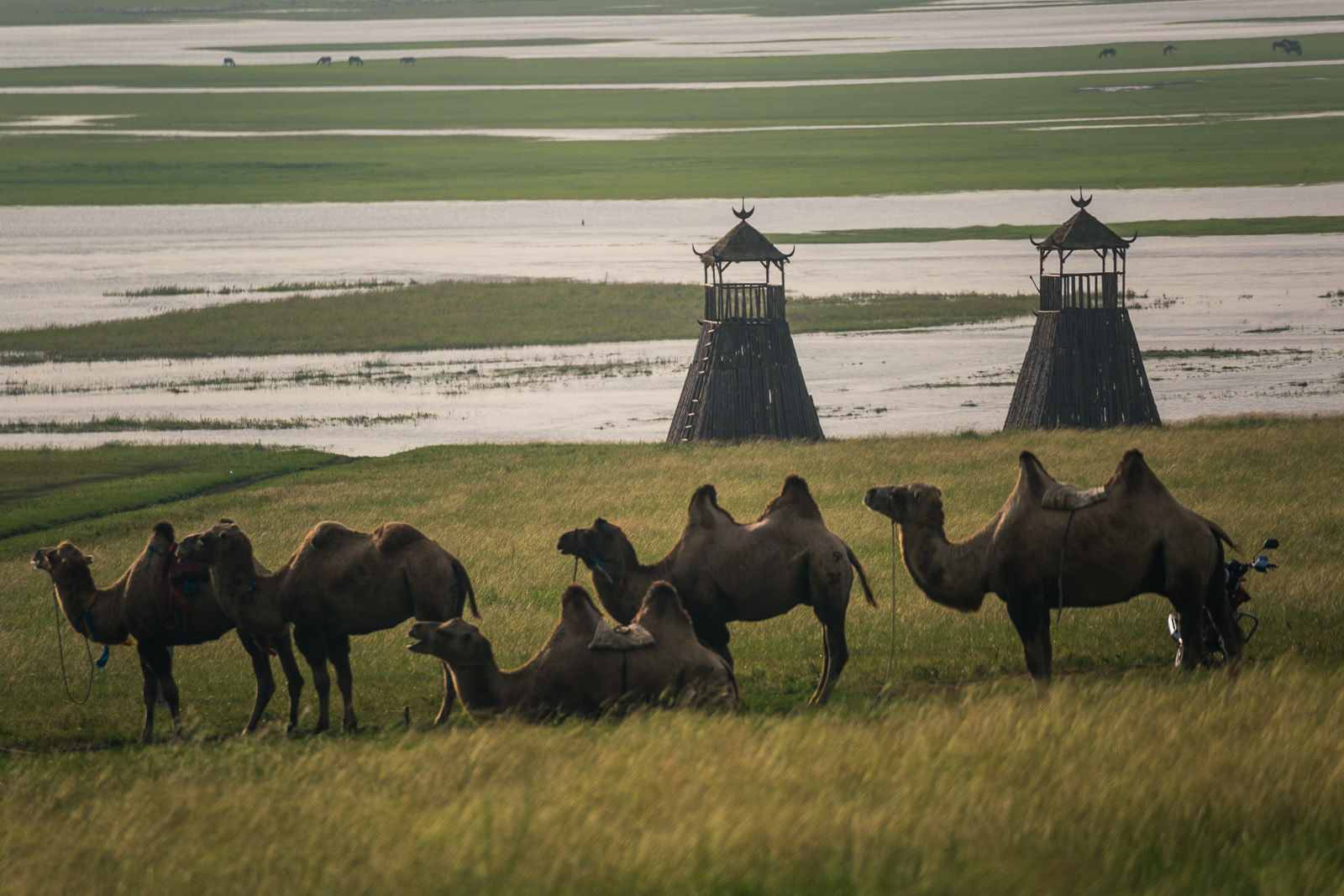
畜牧政策是學生運動的主因之一。圖為內蒙古呼伦贝尔大草原駱駝。

1980年3月14日，中共中央书记处西藏工作座谈会聽取西藏黨委匯報。會上鑑於文革西藏破敗，放寬西藏政策，1980年4月7日转发通知（中发[1980]31号），提出「要严格控制各类人员自行流入西藏」（指盲流）和「逐步做到自治县以上党政群机关以藏族干部为主，使他们有职有权有责。」5月29日，胡耀邦和萬里視察西藏，在西藏黨委幹部大會，提出了著名的“西藏六条”。這些建議引起新疆和內蒙古幹部的共鳴。同年7月10日至14日，中共中央書記處在北京召開了第一次新疆工作座談會提出了新疆六條，包括新疆調回漢族幹部。
1981年7月16日中共中央书记处會議一致同意内蒙古党委第一書記周惠提出的容任盲流、漢族聚居地用漢族幹部政策，8月3日下發通知（中发〔1981〕28号）。然而，在半個月之前的7月14日，乌兰夫在《人民日报》发表《民族区域自治的光辉历程》，提出要阻止盲流、整個內蒙古以少數民族幹部為主。乌兰夫（蒙古族）當時是中共中央統戰部部長，曾任内蒙古自治区党委第一書記，但在文革被革了內蒙古的官職，勢力被周惠（漢族）取代。內蒙古的民族政策在半個月之內大轉彎，令內蒙官民大感錯愕。

### 蒙民和漢民聚居區
內蒙古的蒙民和漢民聚居區應如何劃界，1950年代引起內蒙古幹部和報章廣泛討論。

### 參與學生在文革的經歷
1981年秋，內蒙古大學的學生都是文化大革命之後恢復高考上來的前幾批學生，當中的蒙古族學生大多是文革時內蒙古大規模整肅「内人党事件」的受害者子女。

## 經過

### 時間線

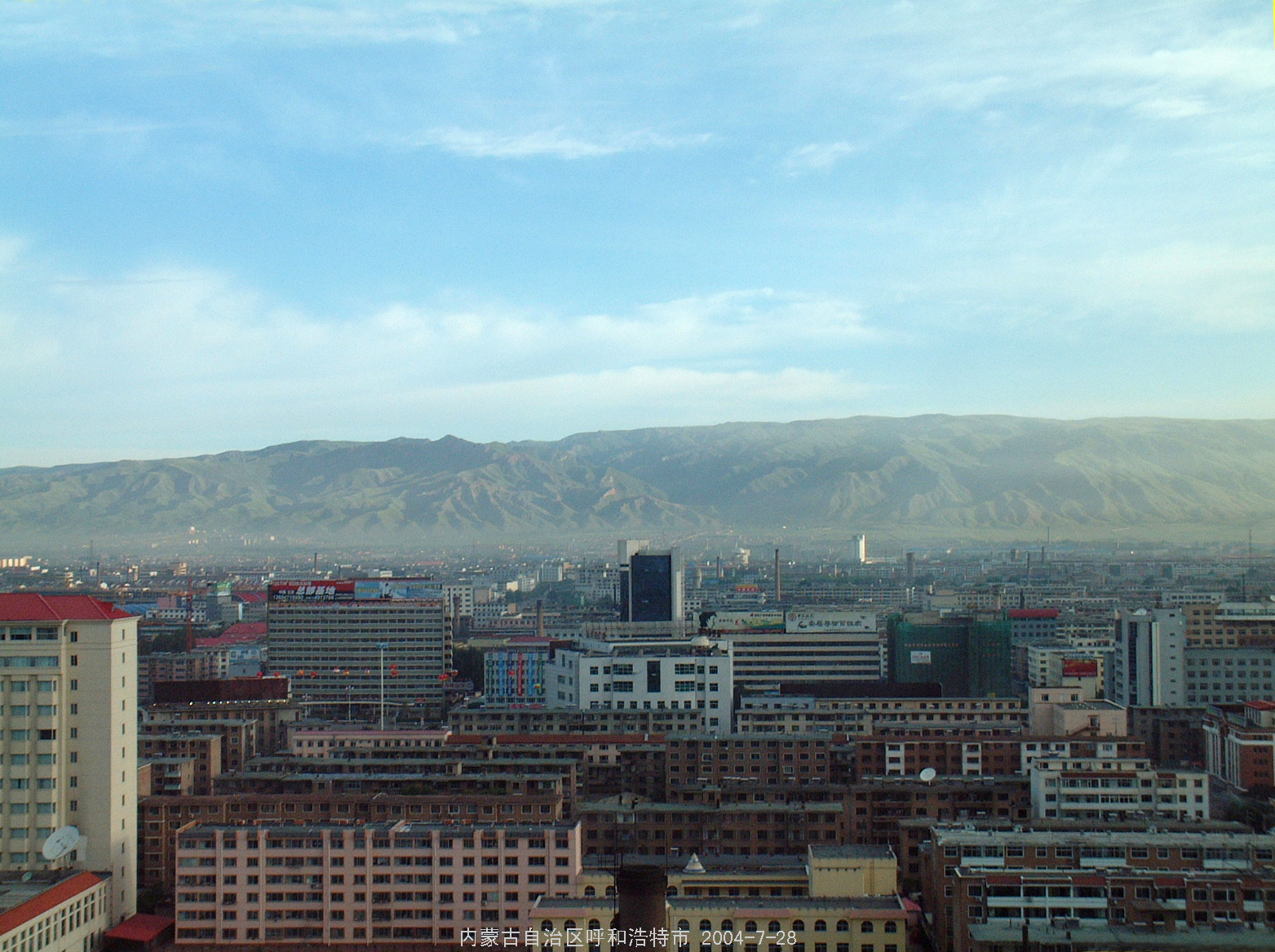
9月13日逾3,000學生游行至呼和浩特市新华广场，新华广场在本圖左側中間處，圖上方是陰山山脈大青山.

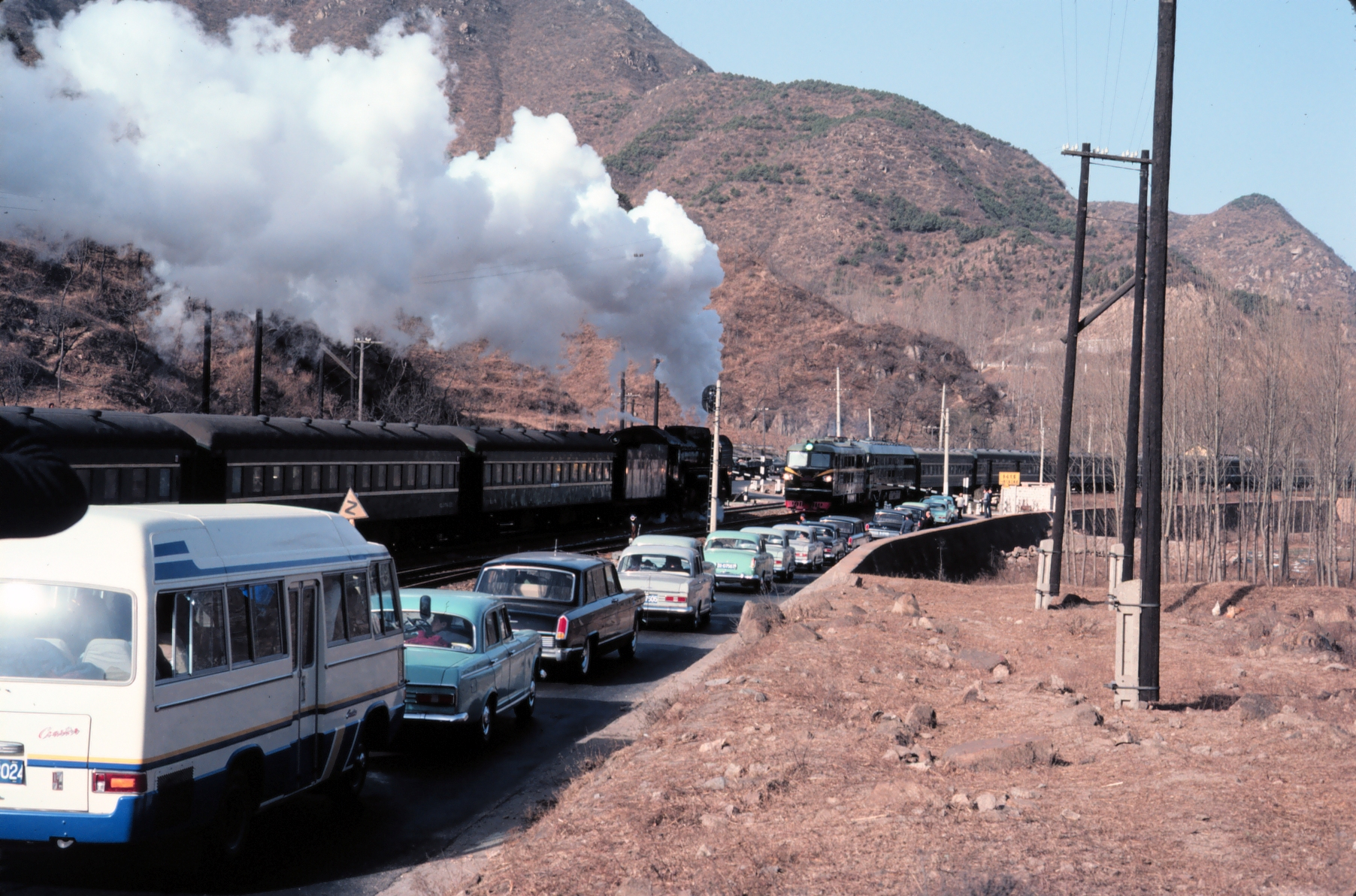
到北京上訪學生代表乘的是京包鐵路。攝於1979年萬里長城附近。

文件在8月22日流出，引起內蒙古草原牧民一遍嘩然。9月初，時年60歲的茂敖海（内蒙社会科学院民族研究室主任，蒙古族）寫传单以平白語言解釋官方政策弊端，大量學生被鼓動，9月13日逾3,000學生游行至呼和浩特市新华广场，隨後兩個月組織了幾次游行、派代表到北京上訪。10月28日，逾3,000學生護送幾名學生代表到呼和浩特火車站，是到北京幾次上訪聲勢最浩大的一次。11月15日最後一批上訪代表學生回校。
蒙古族亦非鐵板一塊，內蒙古草原牧區的蒙古族取態明顯更激進，提出諸如「漢人離開內蒙」的口號，並對取態較温和的城市蒙古族加以羞辱。

### 學生要求
蒙古族對28号文件议论纷纷：「内蒙古的汉人已经是蒙人的九倍，文件说『盲流』不能堵，这不是鼓励向内蒙移民吗？」「为什么蒙古人的自治区非要汉人来当第一把手？滕海清、郑维山、尤太忠、周惠，哪个不是汉人！」「在内蒙古，每建工矿企业，都由外地配备汉族职工。但周惠的汇报，把主要是汉族职工队伍的形成，说成是各民族职工队伍初步形成，来隐瞒民族问题」。
學生遂提出幾大要求，但後人已無法準確回憶所有要求。美國人威廉·扬科维亚克（William R. Jankowiak）事發時在內蒙古大學讀書（1981-83年），據他1986年返回內蒙古對學生的訪問有八要求：
1. 保衛牧區家園
2. 停止外省（的漢人）盲目流入內蒙牧區（註：1950年代以來全國農民工「盲流」問題，促成內蒙古牧區人口過多）
3. 內蒙古各大學的蒙古族配額由25%加至90%
4. 增加蒙古族幹部
5. 漢族只有專家，諸如工程師與科學家，才能在內蒙古定居。其他漢人應撤出。
6. 由蒙族人民和蒙族中共党员，选出内蒙古自治区党委第一書記和内蒙古自治区人民政府主席
7. 恢復烏蘭夫時代的畜牧保護性政策（註：烏蘭夫，蒙古族，是文革倒台的内蒙古自治区党委第一書記，勢力被當時的周惠取代）

另一說法是「五大要求」，學生領袖包括席海明、哈達等。

### 官方懷柔處理游行
在胡耀邦主持政局下，内蒙古自治区党委以懷柔、克制態度對待學生運動。官方對學生解釋的原因是為了紓緩其他省份的人口壓力，以及發展內蒙經濟，而暗地裡亦有民族團結的考量。内蒙古自治区党委第一書記周惠被指令不准抓捕學生，而學生的確沒被捕，畢業後都被分配至工作單位。但周惠大舉降職同情學生的大學校長、幹部。

### 後續：政策不變

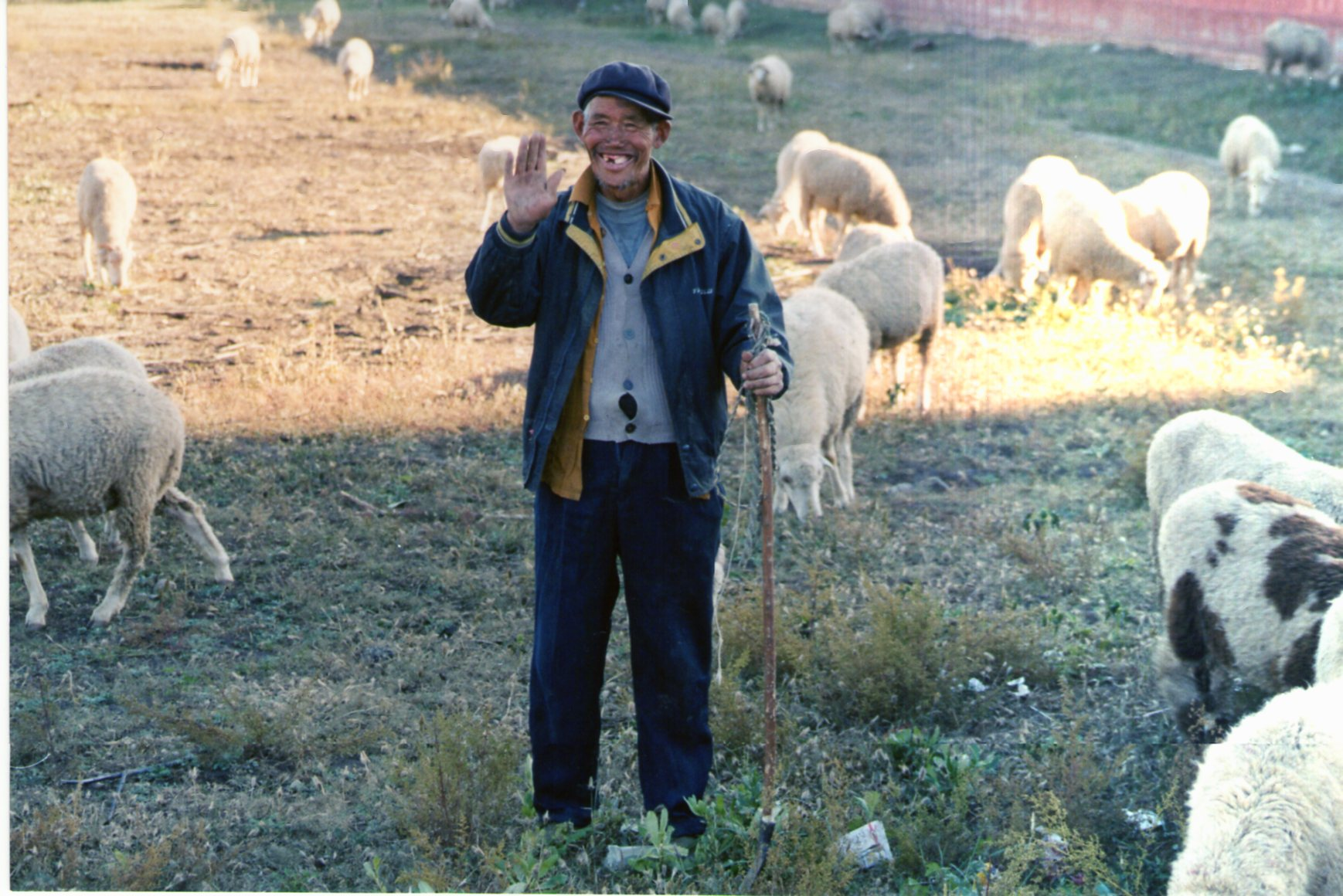
畜牧政策是學生運動的主因之一。圖為內蒙古牧羊人。

官方並未因1981年8月-11月的學生運動而改變其加強開發畜牧業的政策，並於1982年9月中共十二大指示「在不断提高经济效益的前提下，力争使全国工农业的年总产值翻两番」。十二大後內蒙古湧現一波學術文章，研究「内蒙古如何贯彻十二大精神」、「把提高畜牧业生产的经济效益当作头等大事来抓」。内蒙古畜牧业经济学会1982年12月举行年會，重点讨论了内蒙古畜牧业经济如何翻两番。
1983年起，中央與內蒙古政府在牧區集中投資建設5大類畜牧的生產基地：細毛羊（主要品種綿羊）、半細毛羊、白絨山羊、瘦肉型豬、商品牛的生產基地。這些生產基地的牲口總數不詳，是否達致了《中發〔1981〕28號》所提出的「內蒙古要在十年後牲畜達到一億頭」也不詳。

## 學術研究
美國人威廉·扬科维亚克（William R. Jankowiak）在1981-83年在呼和浩特市內蒙古大學修讀當代蒙古史，經歷了學生運動，1986年再花四個月回到內蒙古田野考察訪問學生，他在1988年寫成的論文是最廣為引用的文獻，後來他當上了內華達大學人類學教授。參與學潮的人所出版的著作，較著名的有由蒙古族所寫的〈一九八一年内蒙古学生事件〉，但是其他參與學潮的人，例如內蒙古的教師、官僚幹部、漢族學生、牧民的記載，則幾乎沒有。中共官方與中國學者對此事幾乎沒有公開記錄。

## 腳註
1. ↑  出席的西藏党委有任荣、天宝、郭锡兰、巴桑等。[4][5][6]
2. ↑  茂敖海，男，1921年3月生，内蒙古自治区扎赉特旗人，蒙古族。毕业于扎兰屯国民高等学校。1953年曾在中央民族事务委员会政法司任专员兼中央民族学院政治系校外马列主义教员。1980年在内蒙社会科学院民族研究室(所级)任主任，民族理论专业研究员。